# West Point, Mississippi
West Point là một thành phố thuộc quận Clay, tiểu bang Mississippi, Hoa Kỳ. Năm 2010, dân số của thành phố này là 11 307 người.

## Dân số
- Dân số năm 2000: 12 145 người.
- Dân số năm 2010: 11 307 người.